# Museu Militar do Porto

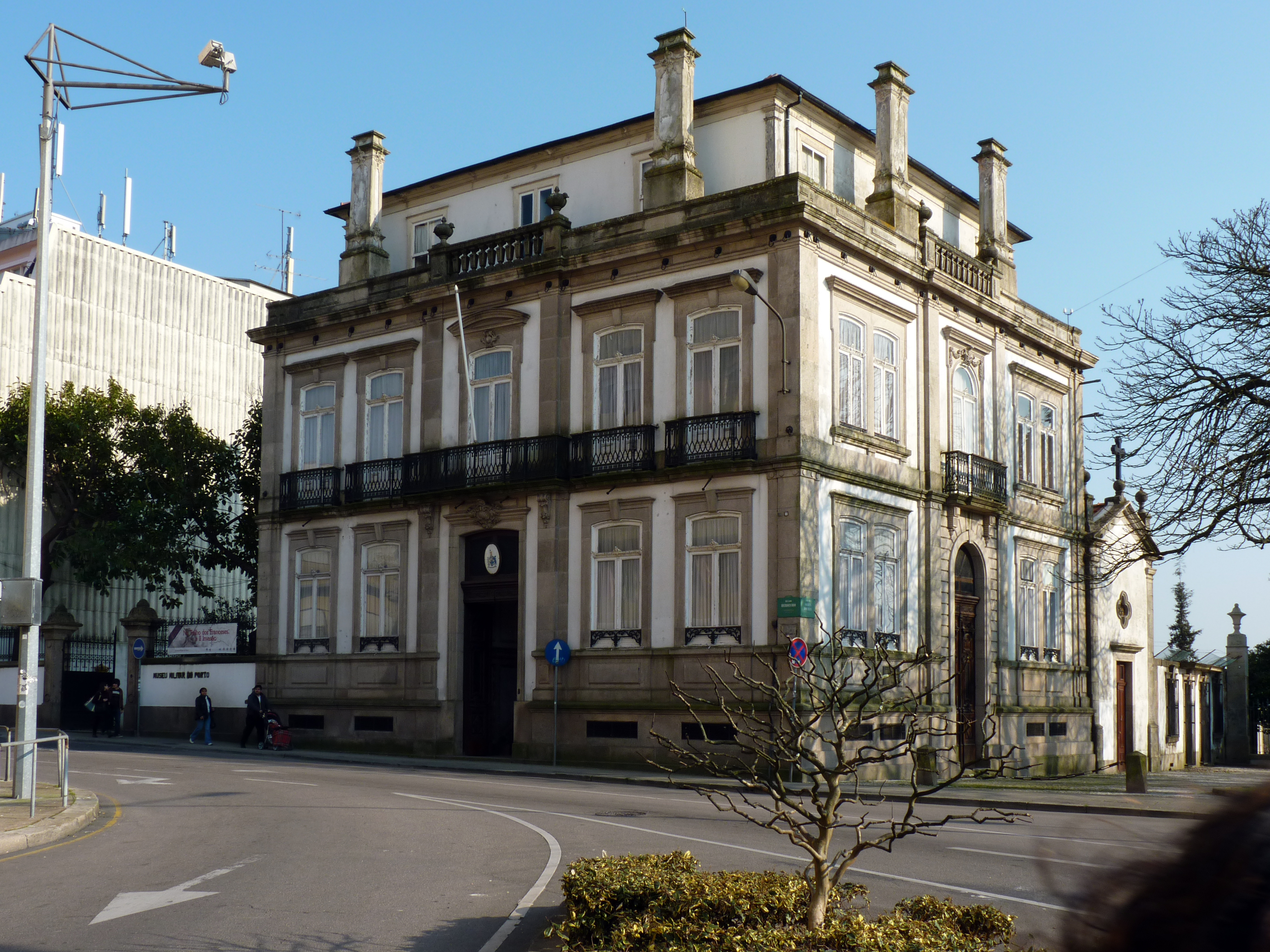
Museu Militar do Porto

O Museu Militar do Porto é uma instituição pertencente ao Exército Português, vocacionada para a preservação da história militar. Entre as suas competências, vê se a investigação e estudo da história militar portuguesa, divulgar os valores culturais ligados à história militar e conservar património lhe atribuído.

## História
A vontade de criar um Museu Militar partiu do meio civil, liderado pela Câmara Municipal do Porto e à volta da colecção do pintor portuense Joaquim Vitorino Ribeiro, corria o ano de 1920, quando o Presidente da República, Dr. António José de Almeida, inaugurou uma exposição sobre a Revolução Portuguesa de 1820, nesta cidade.
A Instituição Militar, em 1957, através da Região Militar Norte (então Comando da 1.ª Região Militar), tentou fazer um levantamento das tradições histórico-militares e adaptar o Castelo de S. João da Foz para museu.
A partir de 1970, procura-se uma alternativa ao referido Castelo de S. João da Foz, para instalar o Museu Militar, devido ao custo elevado da adaptação do imóvel. Esse espaço surgiu em 1977, num edifício da Rua do Heroísmo, onde funcionara a delegação da PIDE/DGS, no Porto, desde a década de 40 até 1974.
O Conselho da Revolução, pelos decretos-lei 947/76 de 31 de Dezembro e 242/77 de 8 de Junho, define os objectivos e cria o Museu Militar do Porto. A inauguração solene do Museu Militar do Porto efectuou-se em 21 de Março de 1980, pelo então Presidente da República, General Ramalho Eanes, e ficando definitivamente ao dispor do público.

## Acervo

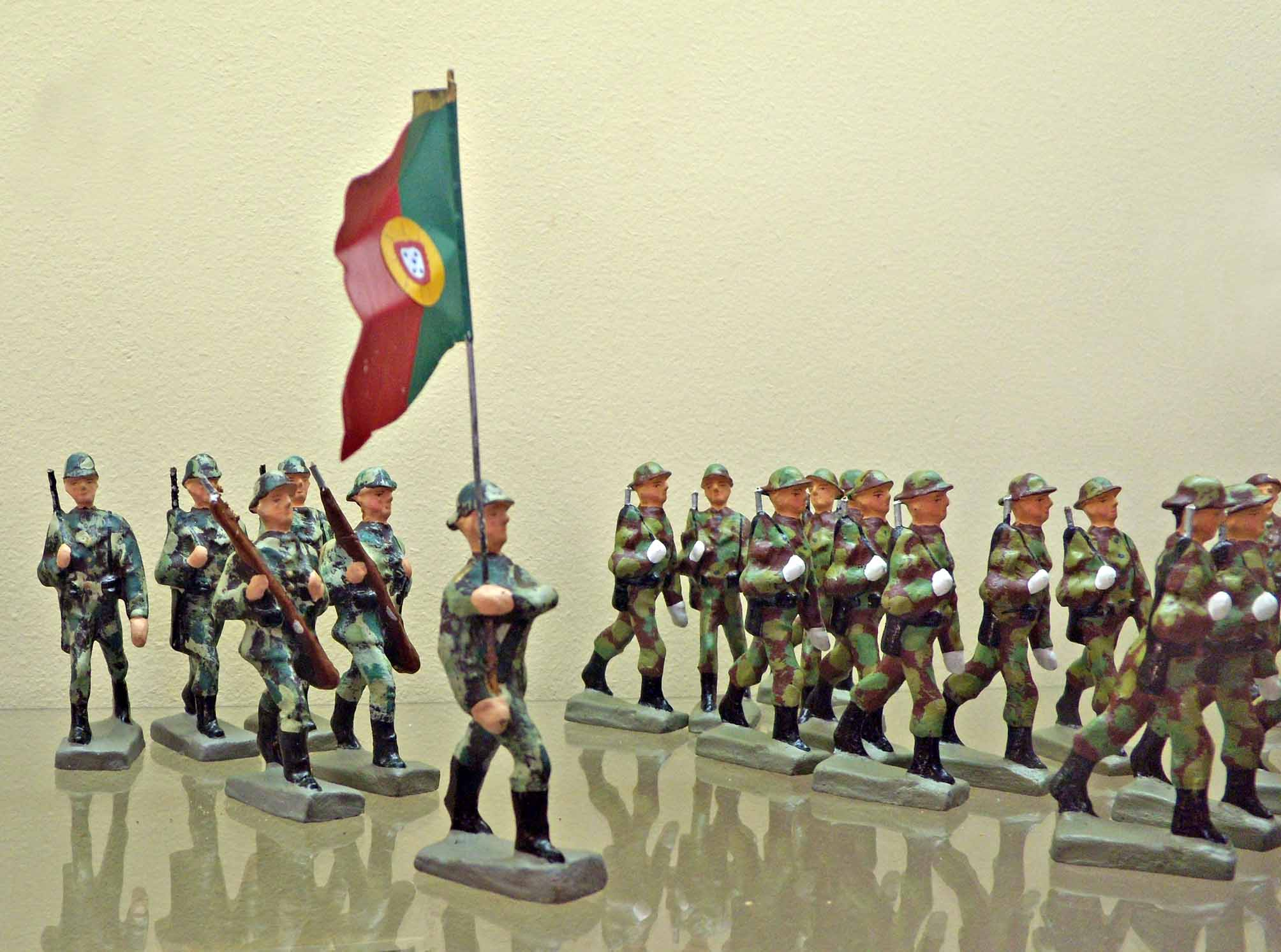
Exército português, soldadinhos de chumbo.

O acervo do Museu tem duas proveniências: de ofertas particulares e de material do Exército, com interesse histórico e museológico.
É ex-libris do Museu Militar do Porto a colecção de miniaturas da evolução do soldado, desde a pré-história à actualidade. Esta colecção é representada por cerca 16.000 miniaturas, provenientes das mais famosas fábricas de miniaturas europeias, como: Britains, CBG Mignot, Segom, Heyde, Elastolin e Lineol, entre outras.
Dispõe também o Museu de uma sala dedicada à Revolta de 31 de Janeiro de 1891.
O acervo museológico é constituído ainda de Bocas de fogo, abarcando um período, entre os séculos XV e XX, que se encontra no parque de Armas Pesadas e no Pavilhão de Armas. Neste último espaço, pode observar-se a evolução das armas brancas e algumas colecções de armas de fogo, entre outras peças de interesse histórico-militar, tornando-se um complemento aos conteúdos programáticos do ensino da História Pátria e Mundial. Dentro desse espírito, de dar a conhecer a História de Portugal, possui igualmente telas pintadas por Carlos Alberto Santos.
Possui além disso, o Museu, uma pequena biblioteca temática que está ao dispor dos consulentes.

## Edifício
O edifício, onde está instalado o Museu Militar do Porto, foi inicialmente destinado à habitação de D. Maria Coimbra, sendo mandado construir nos finais do século XIX. É uma construção característica de finais oitocentistas, concebido para residência familiar. Albergou freiras espanholas, durante a Guerra Civil Espanhola, e, depois de 1936 o Estado alugou o imóvel para nele instalar a PIDE/DGS. Em 1948, o Estado acabou por adquirir o edifício a D. Ismênia Aurora Pinto Coimbra, por 450 contos.

## Ver Também
- Museu Militar de Lisboa
- Museu do Ar
- Forte do Bom Sucesso